# Caio Lustosa
Caio José Lustosa (Caxias do Sul, 1933) é um advogado, escritor e político brasileiro, conhecido principalmente pela sua participação ativa no movimento ambientalista gaúcho.
Foi Procurador do Estado do Rio Grande do Sul na década de 1960, e a partir de 1971 participou da fundação e atividades da Associação Gaúcha de Proteção ao Ambiente Natural (AGAPAN), entidade que foi uma das pioneiras no Brasil na defesa da natureza e se tornou notória primeiro pela sua polêmica contra a Borregaard (atual Riocell), bem como pela campanha para a adoção do Receituário Agronômico, um marco legal no controle dos agrotóxicos. Na mesma época se tornou presidente da Associação Nacional de Ação Indigenista (ANAI), que desenvolve importante atuação na questão das terras indígenas. Também engajou-se na defesa de presos políticos na época da ditadura militar, foi vereador de Porto Alegre entre 1983 e 1988, quando apresentou projetos ambientalistas pioneiros, e foi secretário do Meio Ambiente do município, ampliando sua defesa da causa ecológica.
Entre as homenagens que recebeu, em 2008 seu papel como um dos pioneiros do ambientalismo estadual foi lembrado no momento da fundação do Movimento Gaúcho em Defesa do Meio Ambiente na Assembleia Legislativa, em 2011 foi um dos personagens centrais de uma exposição do Memorial da Câmara Municipal de Porto Alegre que recordou a história do movimento no Rio Grande do Sul, e em 2013 foi homenageado pela direção do Parque Estadual de Itapuã pelo seu envolvimento nas lutas pela sua estruturação e conservação. Publicou os livros Patrimônio histórico, cultural e natural do município de Porto Alegre (1987) e A luta ambiental e cidadania: da Borregaard e outros episódios (2011, com Eva Benites).
Atualmente filiado do PSOL, ao longo da vida passou pelo PTB, PSB, PMDB, PSDB e PT.